# Zorro l'homme-araignée
Pour les articles homonymes, voir The Spider's Web.
Pour plus de détails, voir Fiche technique et Distribution.
Zorro l'homme-araignée (titre original : The Spider's Web) est un serial américain en quinze chapitres réalisé par James W. Horne et Ray Taylor et sorti en 1938.
C'est le premier film adapté d'une histoire d'un pulp magazine

## Fiche technique
- Titre original : The Spider's Web
- Titre français : Zorro l'homme-araignée
- Titre canadien : L'araignée contre la pègre
- Réalisation : James W. Horne et Ray Taylor
- Scénario : Robert E. Kent, George H. Plympton
- Musique : Sidney Cutner
- Pays d’origine :  États-Unis
- Langue originale : anglais
- Format : noir et blanc — 35 mm — 1,37:1 — son Mono
- Durée : 300 minutes
- Date de sortie :
  - États-Unis : 22 octobre 1938
  - France : 26 décembre 1952[2]

## Distribution
- Warren Hull : Richard Wentworth / The Spider / Blinky McQuade
- Iris Meredith : Nita Van Sloan
- Richard Fiske : Jackson
- Kenne Duncan : Ram Singh
- Forbes Murray : Commissaire de police Stanley Kirk
- Donald Douglas : Jenkins, le majordome
- Marc Lawrence : Steve Harmon
- Charles C. Wilson : Chase
- John Tyrrell : Grafton, un homme de main
- Eugene Anderson Jr. : Johnnie Sands
- Ann Doran : Secrétaire de Mason
- Paul Whitney : Gray, le banquier
- Beatrice Curtis : Kate Sands
- Gordon Hart : J. Mason
- Byron Foulger : Allen Roberts

Acteurs non crédités
- Frank Hagney : Homme de main
- Jack Harvey : Marvin
- Al Herman
- Tom London : Policier à la banque
- Harry Myers : Détective

## Chapitres
1. Night of Terror
2. Death Below
3. High Voltage
4. Surrender or Die
5. Shoot to Kill
6. Sealed Lips
7. Shadows of the Night
8. While the City Sleeps
9. Doomed
10. Flaming Danger
11. The Road to Peril
12. The Spider Falls
13. The Manhunt
14. The Double Cross
15. The Octopus Unmasked

## Crédit d'auteurs
- (en) Cet article est partiellement ou en totalité issu de l’article de Wikipédia en anglais intitulé « The Spider's Web » (voir la liste des auteurs).